# Victor David Brenner
Victor David Brenner, né Avigdor David Brenner le 12 juin 1871 et mort le 5 avril 1924, est un sculpteur, graveur et médailleur litvak américain, connu principalement comme le concepteur de la pièce de 1 cent Lincoln des États-Unis.

## Biographie
Brenner est né de parents juifs à Šiauliai, en Lituanie. À la naissance, il s'appelait Avigdor David Brenner ("Avigdor ben Gershon", en hébreu, comme l'atteste sa pierre tombale), mais il a changé de nom pour devenir Victor David Brenner,. Il a émigré aux États-Unis en 1890, vivant principalement dans la région de New York. À son arrivée en Amérique, Brenner n'a guère d'autre choix que le métier que lui a enseigné son père, la gravure de pierres précieuses et de sceaux. Cette préparation technique comprenait les outils du métier de sculpteur. Il a suivi des cours du soir à Cooper Union. Brenner maîtrise bientôt l'anglais comme il a maîtrisé le français.
Huit ans plus tard, Brenner est à Paris, où il étudie avec le grand médaillé français, Oscar Roty, à l'Académie Julian. Il y expose ses œuvres et obtient des prix à l'Exposition universelle de 1900. Il est retourné aux États-Unis, et à partir de ce moment, sa carrière a prospéré. Il semblait être en voie de réaliser les splendides prédictions faites pour son avenir par Rodin.
Brenner est mort en 1924 et est enterré au cimetière Mount Judah, Ridgewood, dans le Queens.

## Le penny de "Lincoln"

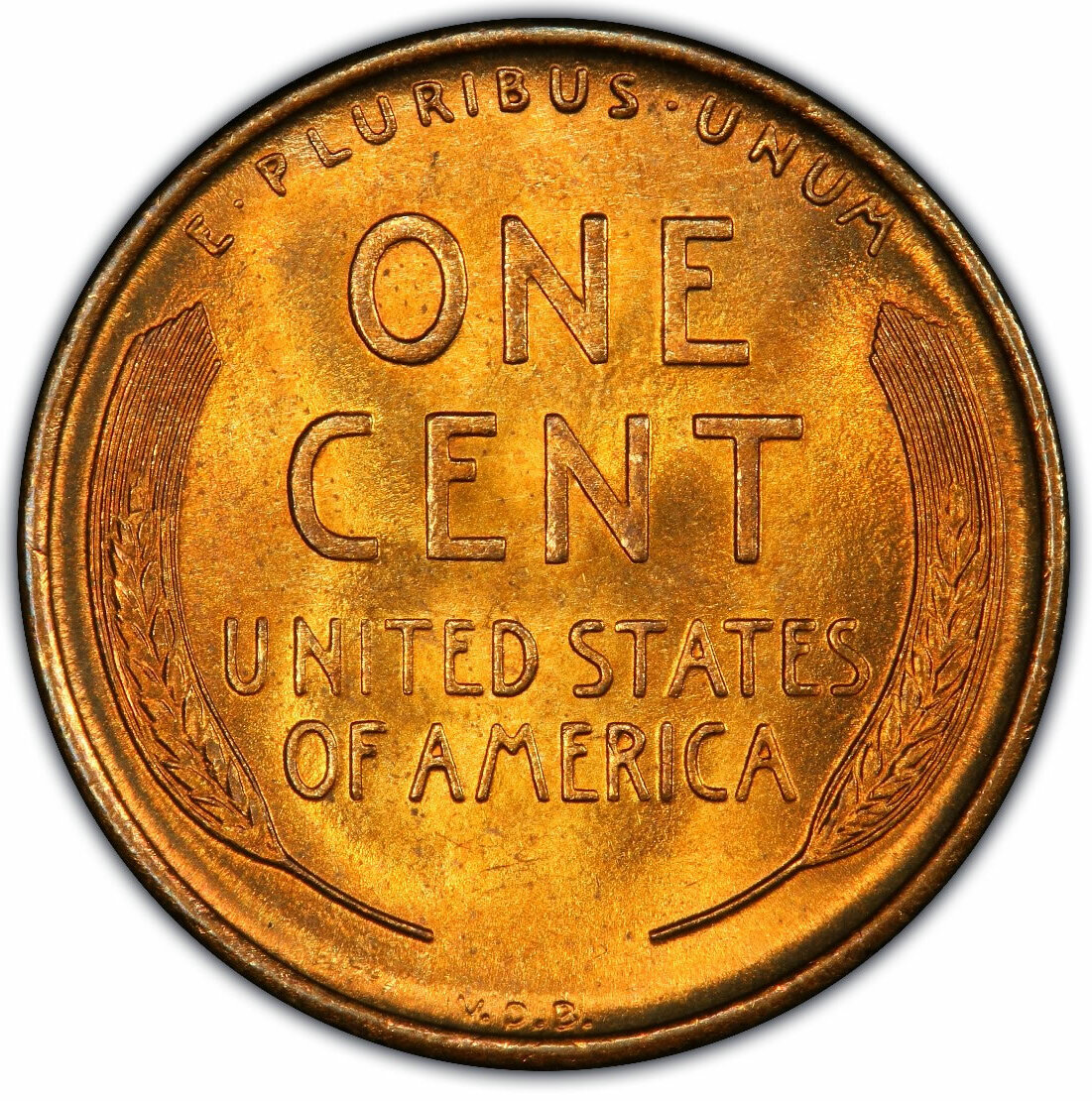
Cent Lincoln 1909, revers type deux épis de blé (Wheat penny) comportant la signature VDB en bas.

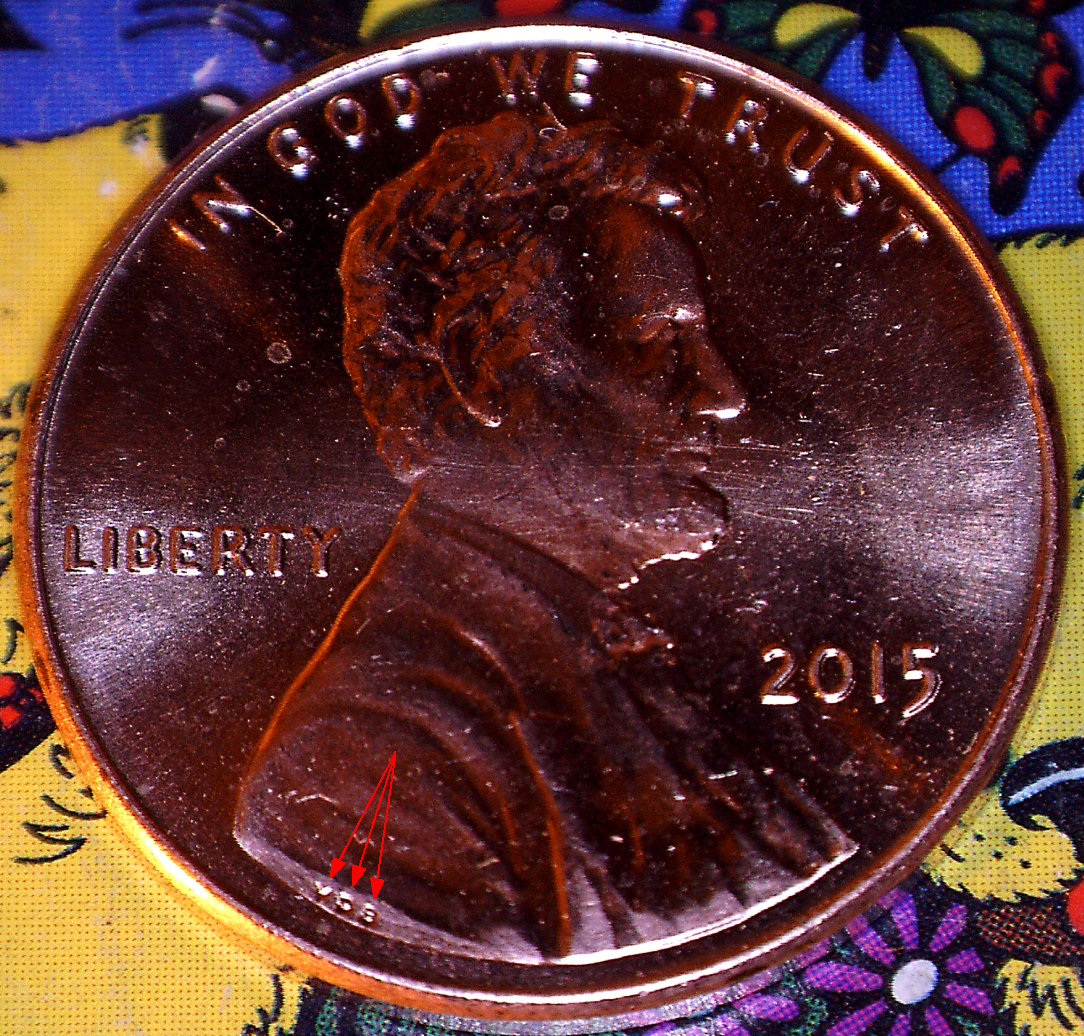
Cent Lincoln de 2015, montrant le placement des initiales de Victor David Brenner à partir de 1918.

Brenner est probablement mieux connu pour son dessin de pièce de monnaie Lincoln, dont l'avers est le dessin le plus ancien de l'histoire de la United States Mint, et peut-être l'œuvre d'art la plus reproduite de l'histoire du monde. Le dessin de Brenner avait été choisi par le 26e président des États-Unis, Theodore Roosevelt, qui avait auparavant posé pour lui à New York. Depuis son arrivée aux États-Unis dix-neuf ans plus tôt, Brenner était devenu l'un des principaux médaillés du pays. Roosevelt avait appris les talents de Brenner dans une maison de colonie du Lower East Side de New York et fut immédiatement impressionné par un bas-relief que Brenner avait fait de Lincoln, d'après la photographie de Mathew Brady, photographe du début de la guerre civile.
Roosevelt, qui considérait Lincoln comme le sauveur de l'Union, le plus grand président républicain et qui se considérait également comme l'héritier politique de Lincoln, a ordonné que le nouveau penny Lincoln soit basé sur l'œuvre de Brenner et qu'il soit produit pour commémorer le 100e anniversaire de Lincoln en 1909. L'image du président Lincoln sur l'avers de la pièce est une adaptation d'une plaque que Brenner avait exécutée plusieurs années auparavant et qui avait été portée à l'attention du président Roosevelt à New York.
Des bas-reliefs en bronze datant de 1907 et signés par Brenner ont été identifiés et certains ont été vendus aux enchères pour un montant allant jusqu'à 3 900 dollars.
Charles Eliot Norton, professeur d'art à Harvard University, que Brenner comptait parmi ses amis, a donné au sculpteur un portrait inédit de Lincoln qui a servi de base à Brenner pour les traits de Lincoln. Il a également examiné d'autres portraits.
Lorsque Brenner a transmis le modèle du cent Lincoln au directeur de la Monnaie, le dessin portait son nom complet, à l'instar des signatures sur les monnaies d'autres pays, notamment sur les pièces d'or qu'Oscar Roty a conçues pour la France. Le directeur a toutefois décidé de faire remplacer le nom par les initiales.
Suivant le précédent de James B. Longacre, dont les initiales "JBL" (ou simplement "L") ont orné un certain nombre de dessins de pièces américaines pendant une grande partie de la seconde moitié du XIXe siècle, Brenner a placé ses initiales "VDB" au bas du revers entre les tiges de l'épi de blé.
Les critiques généralisées concernant la proéminence des initiales ont entraîné leur retrait au milieu de l'année 1909, première année de publication du dessin. En 1918, les initiales de Brenner sont revenues sous la forme de petites lettres sous l'épaule de Lincoln, où elles sont toujours présentes aujourd'hui. (L'incorporation des initiales du créateur dans un dessin de pièce de monnaie est aujourd'hui courante aux États-Unis).

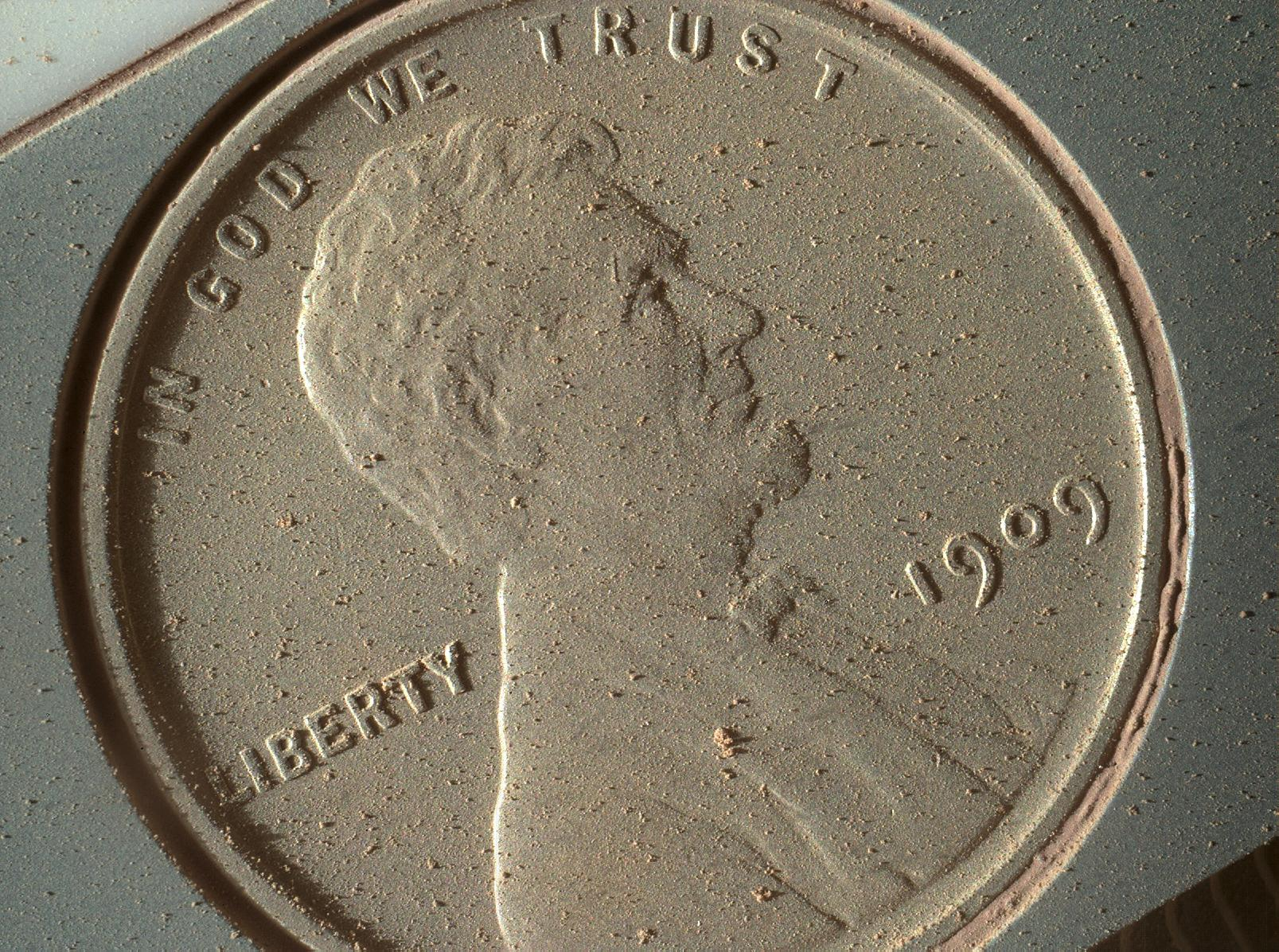
Le 1 cent daté 1909 envoyé sur Mars à bord du rover Curiosity, couvert de poussières martiennes.

Un cent américain VDB de 1909 a été monté sur la cible d'étalonnage du rover Curiosity à destination de Mars. C'est un clin d'œil à la mission géologique du rover et à la pratique courante des géologues qui consiste à inclure une pièce de monnaie dans les photographies pour documenter la taille des objets.

## Travaux
Parmi les œuvres sculpturales les plus remarquables de Brenner, on peut citer :
1. Médaille du Révérend Dr Muhlenberg (délivrée par la Société américaine de numismatique et d'archéologie)
2. Portrait-plaquette de Fridtjof Nansen
3. Médaillon portrait de J. Sanford Saltus
4. Médaillon portrait de C. Delacour
5. Portrait-plaquette d'Abraham Lincoln (la même plaquette qui a été utilisée pour le dessin du cent Lincoln)
6. Médaillon portrait du prince Heinrich de Prusse (1902)[5]
7. Portrait en bas-relief de John Paul Jones[5]
8. Portrait en bas-relief de Carl Schurz[5]
9. Buste de Charles Eliot Norton[5]
10. Sceau de la bibliothèque publique de New York[5]
11. Portrait de Spencer Trask[5]
12. A Song to Nature sur la place Schenley de l'université de Pittsburgh

## Galerie

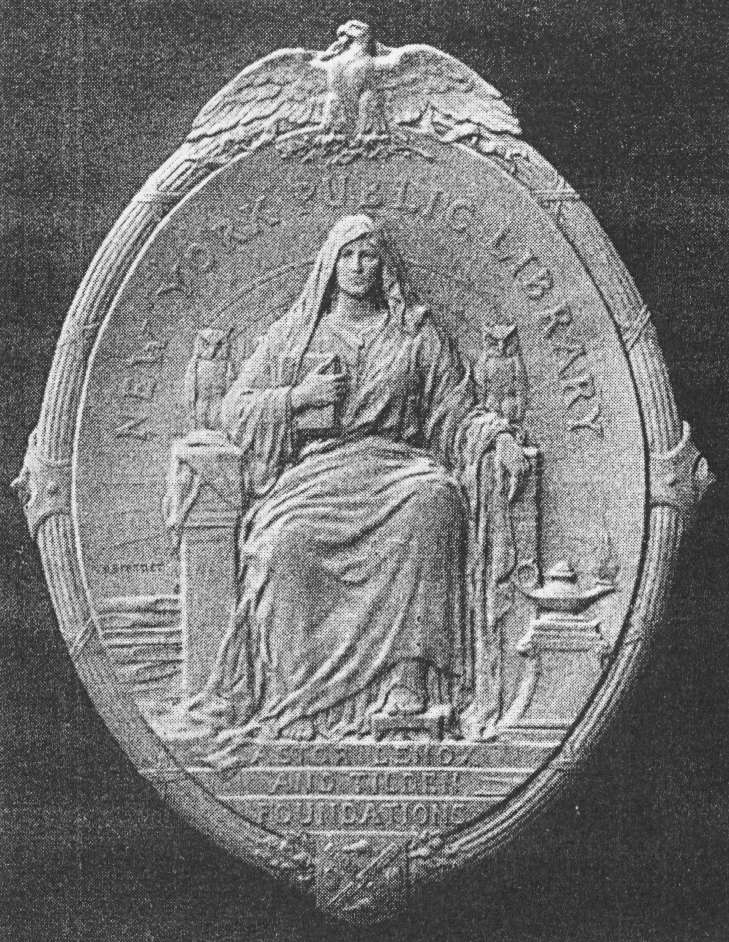
Sceau conçu pour la bibliothèque publique de New York
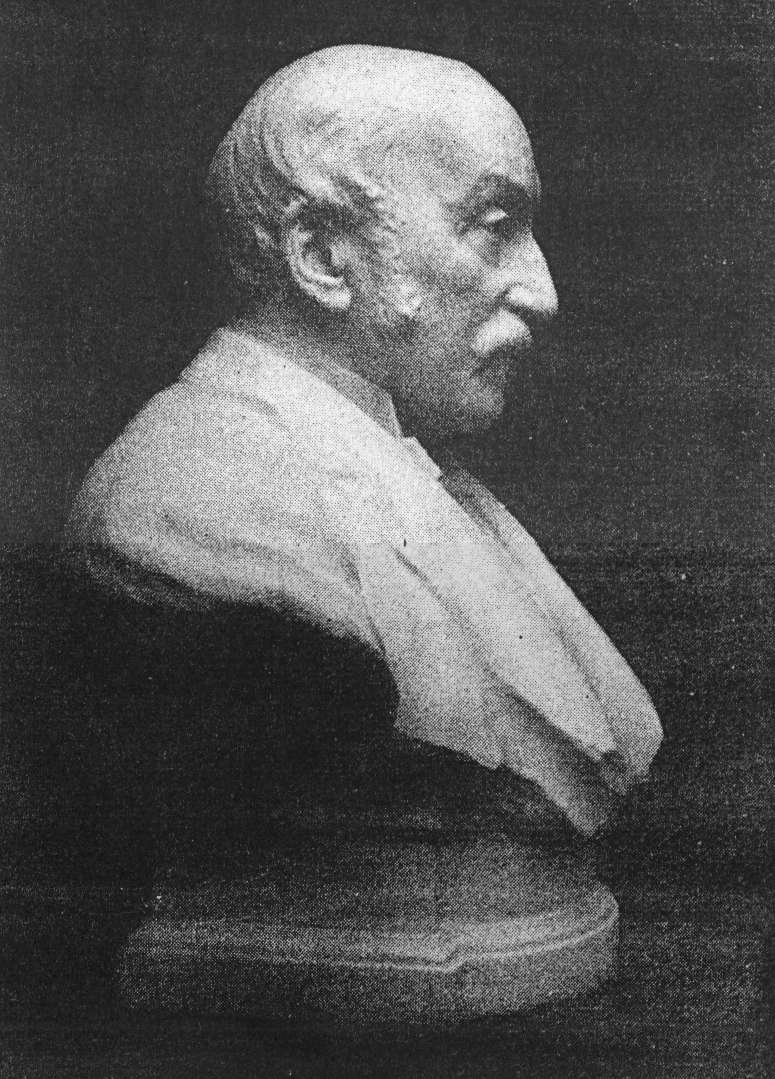
Buste de Charles Eliot Norton
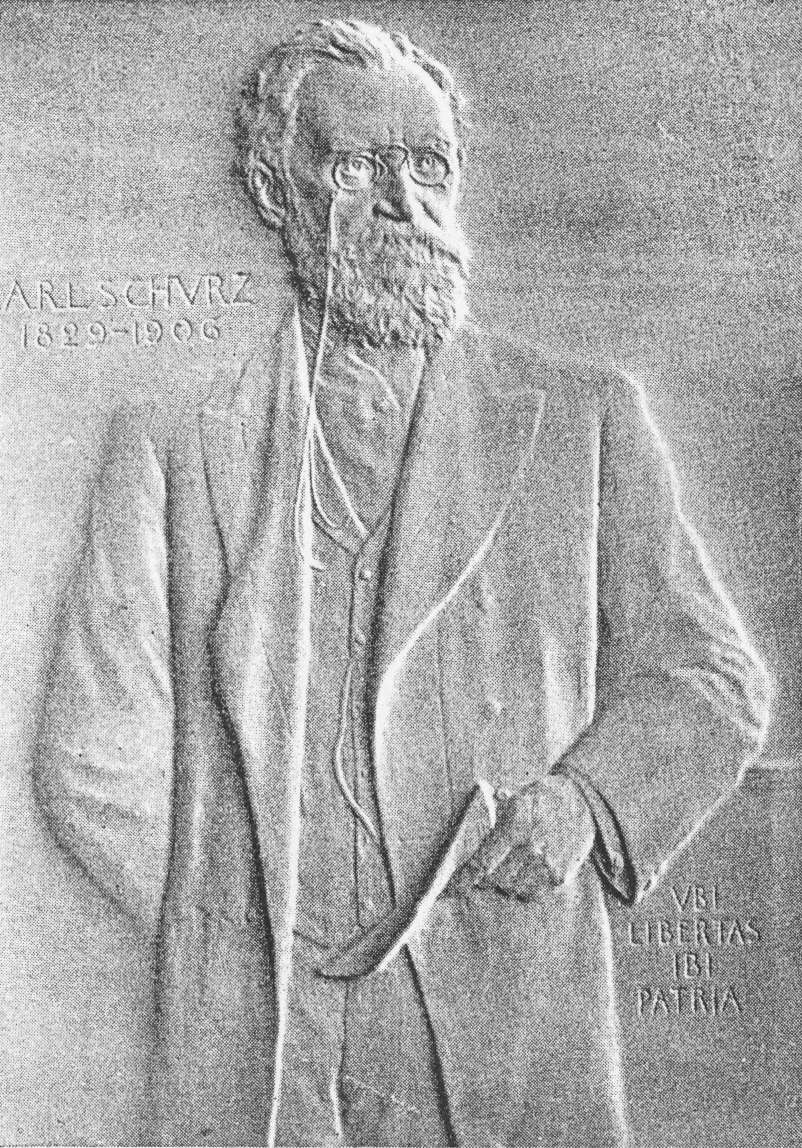
Bas-relief de Carl Schurz
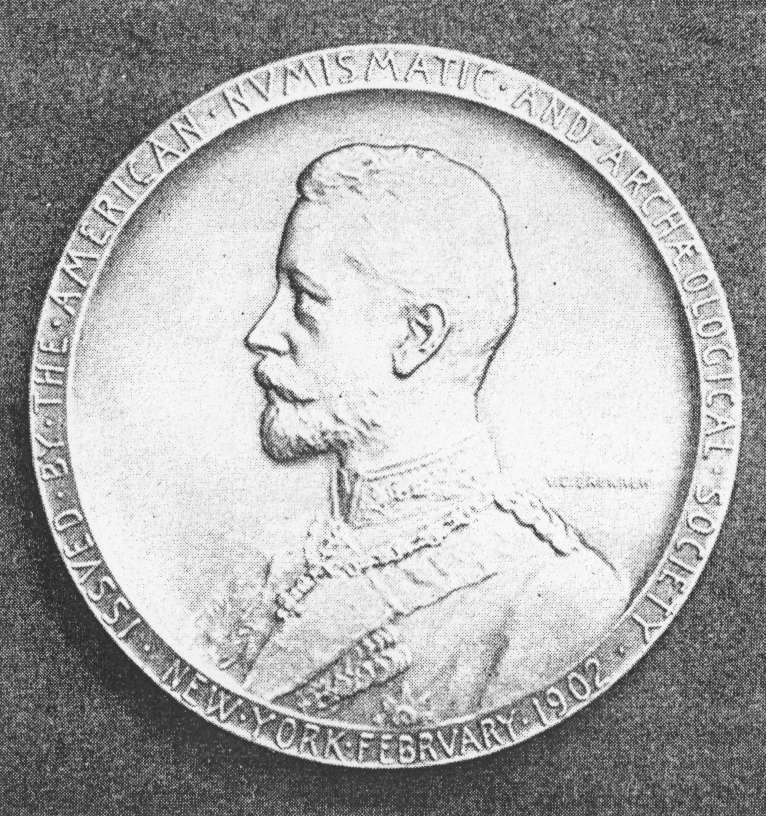
Médaillon conçu pour la visite du prince Heinrich de Prusse en 1902
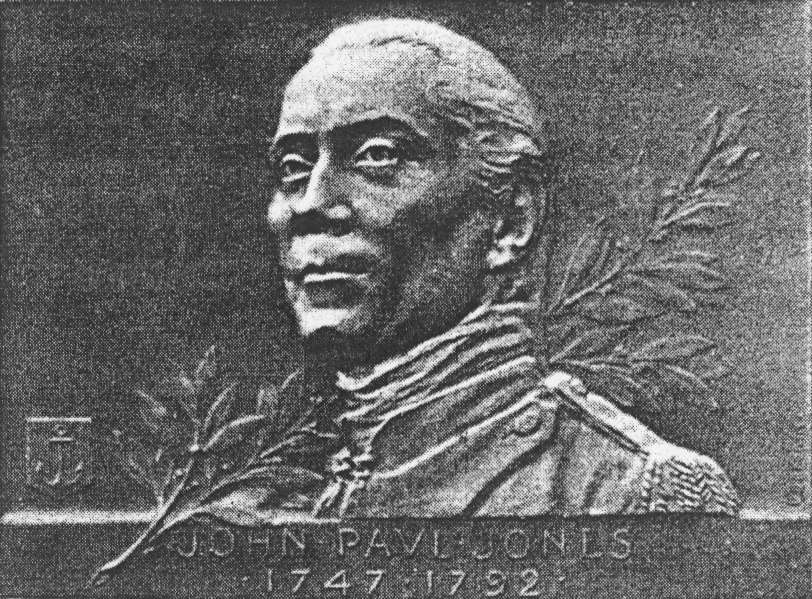
Bas-relief de John Paul Jones
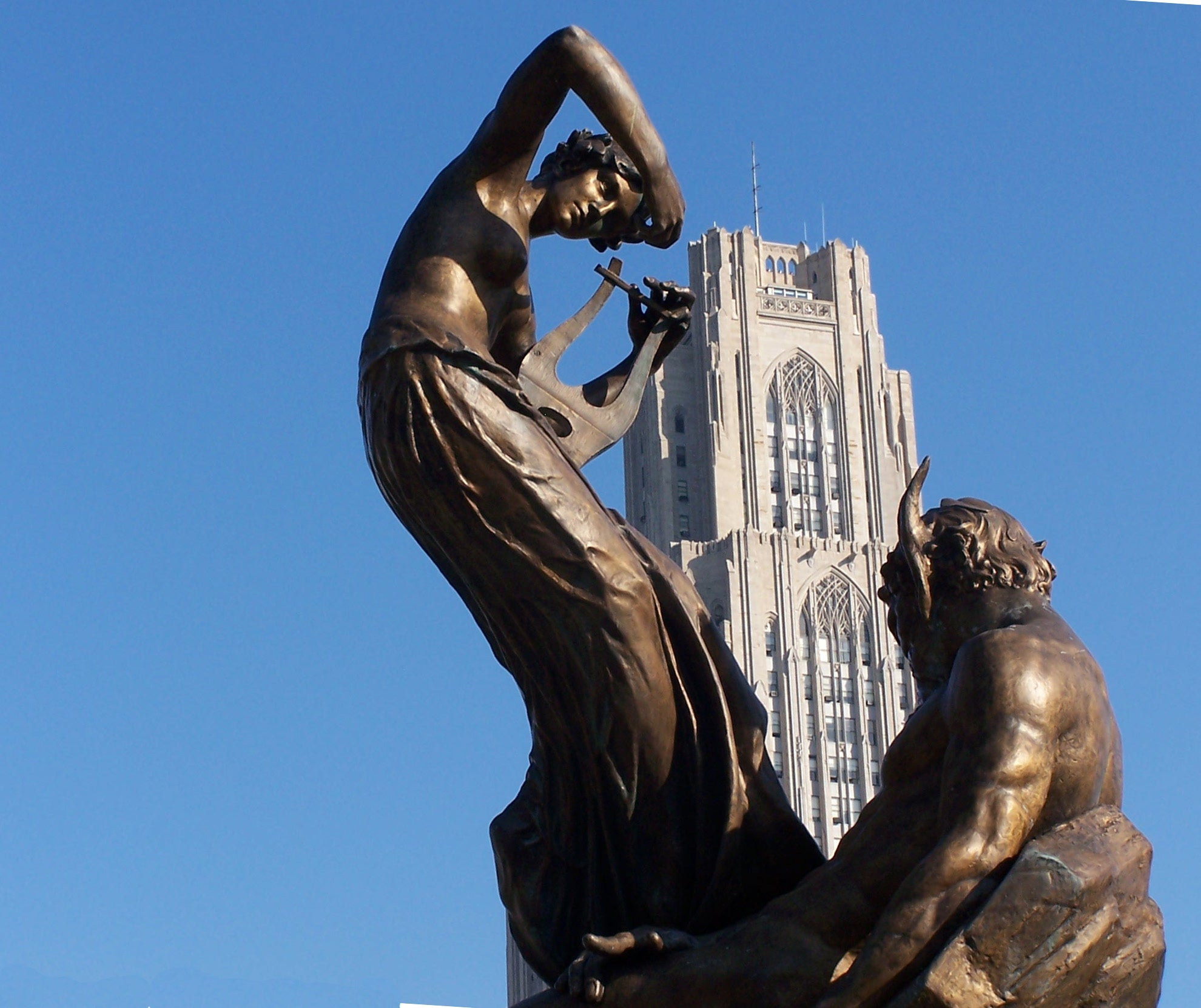
A Song to Nature, qui fait partie de la fontaine commémorative Mary Schenley située à Pittsburgh, a été la première grande sculpture de Brenner dans la ronde
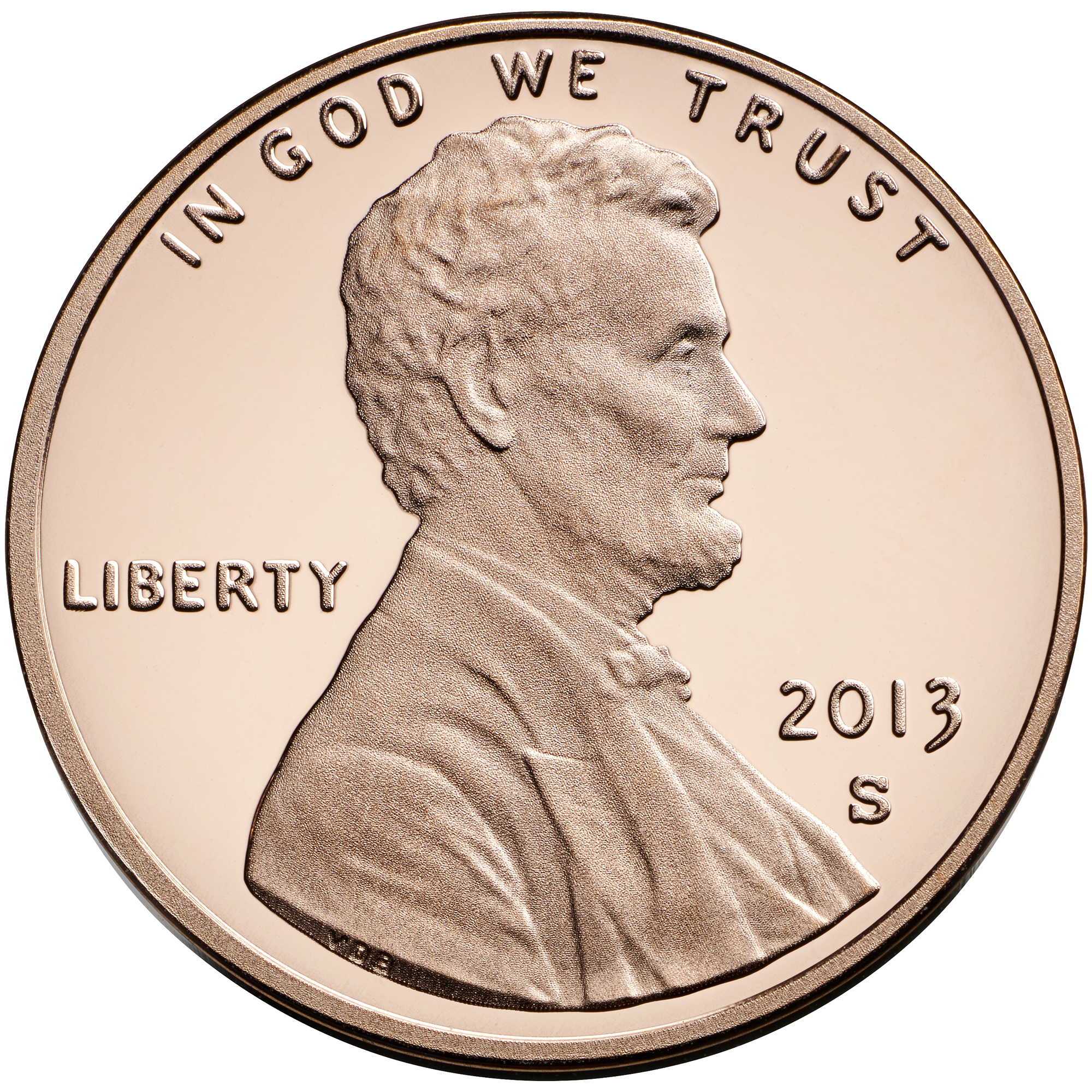
Un penny américain